# Lifestyles of the Rich and Famous
Lifestyles of the Rich and Famous (ang. "Styl życia bogatych i sławnych") to pierwszy singel promujący płytę The Young and the Hopeless. Piosenka mówi o bezmyślnych gwiazdach, które mają miliony dolarów na kontach, kilka posiadłości, a mimo to chcą naszego współczucia i ciągle się żalą. W teledysku członkowie zespołu pojawiają się przed wielką posiadłością, w celi więziennej oraz na sali sądowej. Klip zdobył nagrodę Kerrang! '03 i był w pierwszej 20 listy Billboard Hot 100.

## Lista utworów
1. "Lifestyles of the Rich and Famous"
2. "The Anthem" (Demo Version)
3. "Lifestyles of the Rich and Famous" (Live Acoustic Version)
4. "Cemetery" (Live Acoustic)